# Procrastinazione della buonanotte

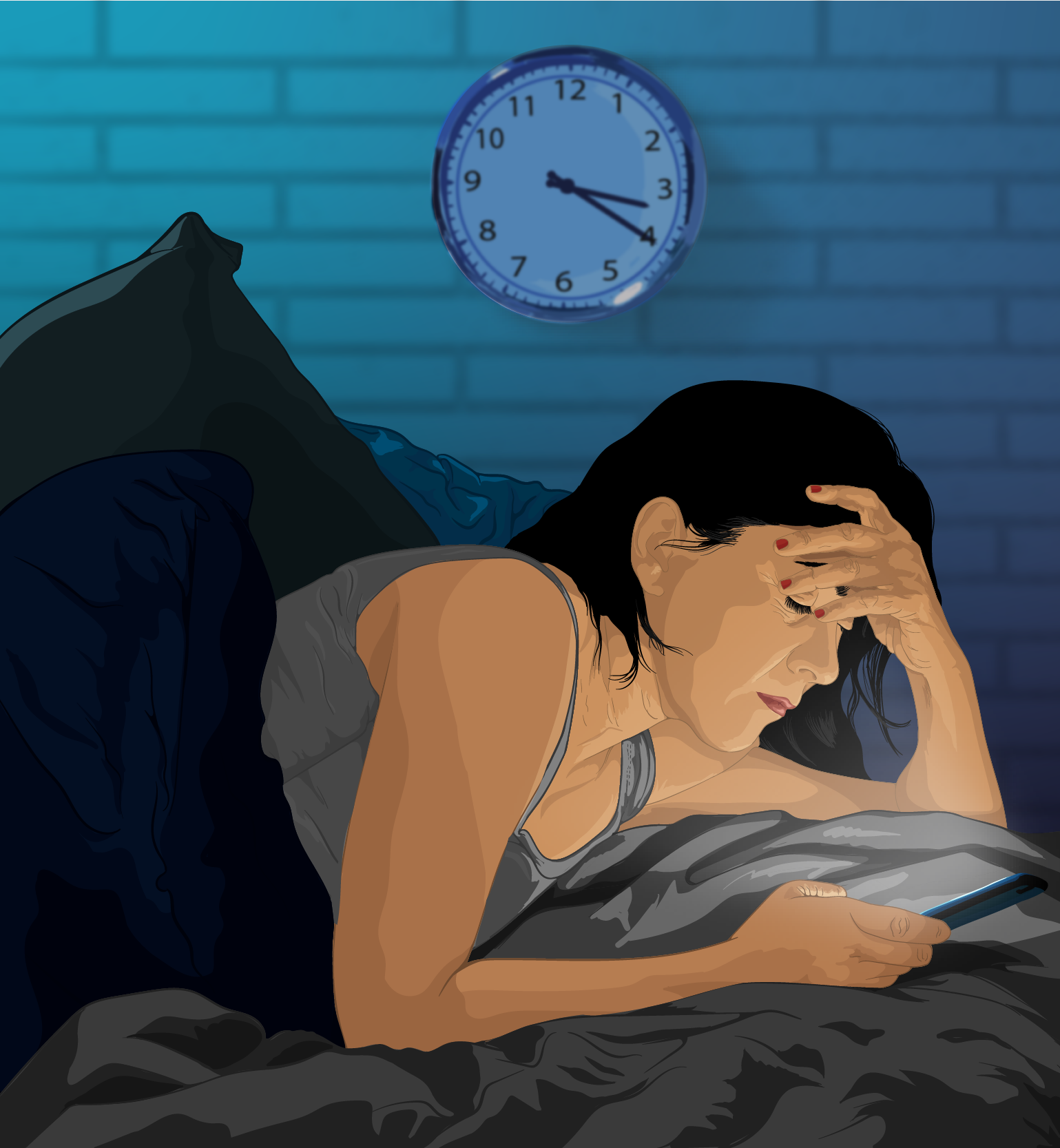
L'immagine di una donna che usa il suo smartphone a tarda notte

La procrastinazione della buonanotte (o procrastinazione della buonanotte per vendetta) è un fenomeno psicologico che interessa alcuni soggetti i quali ritardano, più o meno consciamente, l'orario in cui andare a dormire. Le persone coinvolte possono sentirsi sopraffatte dalla routine quotidiana e lavorativa durante il giorno e prolungare la loro veglia notturna per cercare di ritrovare un senso di autonomia e controllo sulle proprie azioni. Questo senso di perdita di controllo può essere dovuto alla mancanza di tempo libero durante il giorno e alla necessità di dedicare del tempo a se stessi e alle attività di svago.

## Origine del termine
Il termine "bedtime procrastination" probabilmente è stato introdotto a seguito di uno studio pubblicato nei Paesi Bassi nel 2014 da Kroese e colleghi, in cui si indagava il fenomeno come un possibile fattore di rischio per la salute psico-fisica della persona. In questo caso viene definito come la difficoltà ad andare a dormire all'ora prevista, senza nessuna circostanza esterna che lo impedisca.
In Cina il fenomeno è definito "bàofùxìng áoyè"  che può essere tradotto in "ritorsione nell'andare a dormire presto". Si pensa che l'aggiunta del termine "vendetta" sia stata fatta per la prima volta nel 2018 da un lavoratore della provincia cinese di Guangdong nel suo blog personale per descrivere quella sensazione soffocante del lavoro, che eliminava completamente la possibilità di avere interessi personali per mancanza di tempo a causa del sistema 996 adottato dal sistema lavorativo (dalle 9AM alle 9PM per 6 giorni, per un totale di 72 ore settimanali). La cosiddetta "vendetta" si rifà alla sensazione per la quale molti sentono che è l'unico modo in cui possono prendere il controllo di sé stessi durante il giorno.
La scrittrice Daphne K. Lee, su Twitter, lo descrive come "un fenomeno in cui le persone che non hanno molto controllo sulla loro vita diurna rifiutano di andare a dormire presto per ritrovare un senso di libertà durante le ore notturne".